# Чемпионат Европы по чекерсу
Чемпионат Европы по чекерсу — соревнование по шашкам, которое проводится под эгидой ФМЖД. Первый чемпионат прошёл в Гроссето Италия. В нём приняли участие 12 спортсменов из 4 стран, среди них действующий чемпион мира по версиям GAYP и 3-move итальянец Микеле Боргетти, чемпионка мира среди женщин украинка Надежда Чижевская, обладатель Кубка Европы Дональд Олифант. Победителем стал Микеле Боргетти. У женщин первой чемпионкой континента стала Алёна Максимова из Украины. Второй чемпионат проводился в Мизано-Адриатико. Оба чемпионата проводились с жеребьёвкой трёх первых ходов (3-Move).

## Призёры чемпионата Европы по чекерсу в версии 3-Move

### Мужчины
| Номер | Год  | Место проведения  | 1                | 2              | 3                     |
| ----- | ---- | ----------------- | ---------------- | -------------- | --------------------- |
| 1     | 2017 | Гроссето,         | Микеле Боргетти  | Маттео Бернини | Клаудио Чампи         |
| 2     | 2023 | Мизано-Адриатико, | Серджо Скарпетта | Вадим Лапин    | Лучано Негроне Кашано |

### Женщины
| Номер | Год  | Место проведения  | 1                 | 2                 | 3       |
| ----- | ---- | ----------------- | ----------------- | ----------------- | ------- |
| 1     | 2017 | Гроссето,         | Алёна Максимова   | Надежда Чижевская | ------- |
| 2     | 2023 | Мизано-Адриатико, | Надежда Чижевская | Татьяна Зайцева   | ------- |